# AnyDesk
AnyDesk je softwarem pro vzdálenou správu, vzdálenou pomoc, on-line podporu nebo prezentaci vzdálené plochy. Software umožňuje připojit se na vzdálené zařízení jako jsou počítače, servery nebo mobilní zařízení, a to kdekoliv na světě. Aplikaci vyvinula německá společnost AnyDesk Software GmbH ve Stuttgartu. AnyDesk je možno pro nekomerční účely využívat zcela zdarma. Aplikace nabízí řadu důležitých funkcí, jako je například přenos souboru, audia, počítačových zvuků a videa v reálném čase, připojení a sledování plochy mobilních zařízení v reálném čase a další.

## Podpora operačních systémů
AnyDesk podporuje momentálně následující operační systémy:
- Windows
- macOS
- Linux
- FreeBSD
- iOS
- Android
- Raspberry Pi

## Komerční a nekomerční využití
Aplikaci AnyDesk lze využívat zcela bezplatně pro domácí účely. Komerční nasazení vyžaduje zakoupení komerční licence. Komerční varianta nabízí ale také oproti verzi zdarma i další rozšířené funkce, které verze zdarma nenabízí.

## Funkce
- Připojení na vzdálenou plochu zařízení s různými operačními systémy jako je například Microsoft Windows, Linux a macOS
- Připojení a sledování plochy mobilních zařízení v reálném čase
- Přenos souborů
- Bezobslužný přístup na počítače a servery
- Nahrávání relace připojení do video souboru
- Protokolování odchozích připojení
- Komentáře po ukončení připojení
- Vzdálený restart počítače
- AnyDesk s vlastním logem (pouze u komerční licence)
- Vzdálený restart počítače
- Seznam počítačů a kontaktů (tzv. Adresář) – vyžaduje webový účet AnyDesk
- Přenos audia, počítačových zvuků a videa v reálném čase
- Připojení ve vlastní síti LAN bez přístupu na server AnyDesk (pouze komerční licence)
- Chat
- On-line Meeting
- Podpora terminálového serveru
- Automatické uzamčení plochy počítače

## Zabezpečení
- Šifrovací technologie TLS1.2 (jako u online bankingu)
- Ověřené připojení – AnyDesk používá výměnu asymetrických klíčů RSA 2048 ke kontrole každého připojení
- Omezení přístupu pomocí tzv. seznamu povolených (whitelist)
- Možnost použít vlastní firemní sítě (připojení probíhají pouze v rámci vlastní firemní sítě LAN)
- Připojení po potvrzení

## Flexibilita
- Použití s instalací, ale také bez jako přenosná aplikace
- Podpora více platforem
- Kompatibilita se staršími operačními systémy
- Velikost souboru AnyDesku činí cca 1 MB
- AnyDesk je k dispozici ve více než 28 jazycích

## Historie
Německá společnost AnyDesk Software GmbH byla založena v roce 2014 ve Stuttgartu. AnyDesk byl postaven na začátku na Video Codecu DeskRT vytvořenou společnosti philandro Software GmbH. První finální verze byla zveřejněna pro OS Windows v roce 2015. Poté následovala v roce 2016 verze pro Linux a macOS. Od roku 2017 existuje také verze pro iOS a pro Android zařízení. Aplikaci AnyDesk začali na začátku vyvíjet bývalí zaměstnanci společnost TeamViewer GmbH – Olaf Liebe (dnes technický ředitel), Philipp Weiser (dnes výkonný ředitel) a Andreas Mähler (výkonný ředitel).